# 3971-es busz
A 3971-es jelzésű autóbuszvonal egy Tiszaújváros és Sajólád között közlekedő helyközi járat, amelyet a Volánbusz Zrt. üzemeltet Muhi érintésével.

## Útvonala
Tiszaújváros MOL autóbusz-váróteremtől indul. Az egykori Tiszai Vegyi Kombinát mellett kialakított várótermet elhagyva az autóbusz-állomást tűzi ki céljául, viszont kevesebb esetben végállomás. Egy pár minden hónap első csütörtökén közlekedő (Ónodon végállomásozik) érinti a Tesco áruházat, többi a 35-ös főúton halad Nyékládháza felé. Első település Sajószöged, azt követi a szomszédos Nagycsécs. A vonal 12. kilométerénél elhagyja a főútat, Muhi következik. Ezt követően Ónodot szeli át délről északnyugati irányba, ezután majd minden esetben Sajópetri jön. Mindössze a szorosan mellette található Sajó folyó választja el ezen községet és Sajóládot egymástól, mely templománál található megálló a vonal végállomása.
Ellentétes irányban útvonala változatlan.

## Közlekedése
Indításszáma átlagos, a petrolkémiai műszakváltáshoz igazodva vannak indítások, illetve érkezések. A 3971-es buszok, a 3735-ös és a 3744-es vonalat kapcsolják össze a Sajó-Hernád-sík néhány településén át.
| Útvonala                                      | Indításszáma | Közlekedése                   |
| --------------------------------------------- | ------------ | ----------------------------- |
| Tiszaújváros, MOL aut. vt. – Sajólád, templom | 3 pár        | naponta                       |
| Tiszaújváros, aut. áll. – Ónod, aut. vt.      | 1 pár        | minden hónap első csütörtökén |
| Tiszaújváros, aut. áll. – Sajólád, templom    | 1 pár        | tanítási napokon              |
| Tiszaújváros, aut. áll. – Sajólád, templom    | 1 pár        | naponta                       |

## Megállóhelyei
| 0                                                 | Tiszaújváros, MOL autóbusz-váróterem végállomás     | 0.0 km  | 1450 3731, 3733, 3737, 3745, 3952, 3960, 3963, 3964, 3965, 3966, 3968, 3970, 3975, 4008, 4240, 4484                                                                               |
| 1                                                 | Tiszaújváros, bejárati út                           | 1.3 km  | 2 1369, 1370, 1372, 1410, 1426, 1427, 1428, 1450 3731, 3733, 3737, 3739, 3744, 3745, 3952, 3960, 3963, 3964, 3965, 3966, 3968, 3970, 3975, 4008, 4240, 4241, 4484                 |
| 2                                                 | Tiszaújváros, művelődési ház                        | 1.7 km  | 2, 3 3731, 3733, 3737, 3739, 3744, 3745, 3952, 3960, 3963, 3965, 3966, 3968, 3970, 3975, 4008, 4240, 4241, 4484                                                                   |
| 3                                                 | Tiszaújváros, autóbusz-állomás vonalközi végállomás | 2.5 km  | 1, 1A, 2, 3 1055, 1374, 1426, 1427, 1428 3731, 3733, 3737, 3739, 3744, 3745, 3752, 3952, 3960, 3963, 3965, 3966, 3967, 3968, 3969, 3970, 3974, 3975, 4008, 4009, 4240, 4241, 4484 |
| Csak az Ónodig / Ónodról közlekedő érinti.        |                                                     |         | |
| ∫                                                 | Tiszaújváros, Tesco                                 | ∫       | 2, 3 3734, 3737, 3739, 3744, 3745, 3752, 3966, 3967, 3968, 3969, 3970 |
| 4                                                 | Sajószöged, szabadidőpark                           | 5.9 km  | 1370 3737, 3744, 3745, 3966, 3967, 3970, 4009 |
| 5                                                 | Sajószöged, községháza                              | 6.5 km  | 1369, 1370, 1372, 1426, 1427, 1428 3734, 3737, 3739, 3744, 3745, 3752, 3966, 3967, 3968, 3969, 3970, 4009                                                                         |
| Tanítási napokon 1 indítás érinti.                |                                                     |         | |
| ∫                                                 | Sajószöged, iskola                                  | ∫       | 1369, 1370, 1372, 1426, 1427, 1428 3734, 3737, 3739, 3744, 3745, 3752, 3966, 3967, 3968, 3969, 3970, 4009                                                                         |
| 6                                                 | Sajószöged, hejőbábai elágazás                      | 7.3 km  | 1370 3734, 3737, 3739, 3744, 3745, 3752, 3966, 3967, 3968, 3969, 4009 |
| 7                                                 | Sertéstenyésztő telep                               | 8.5 km  | 3734, 3737, 3739, 3744, 3745, 3752 |
| 8                                                 | Nagycsécs, posta                                    | 10.1 km | 1369, 1370, 1372, 1426, 1427, 1428 3734, 3737, 3739, 3744, 3745, 3752, 4009 |
| 9                                                 | Nagycsécs, újtelep                                  | 10.8 km | 3734, 3737, 3739, 3744, 3745, 3752, 4009 |
| 10                                                | Muhi, Puszta Csárda                                 | 12.0 km | 3734, 3737, 3739, 3744, 3752 |
| 11                                                | Muhi, autóbusz-váróterem                            | 12.8 km | 3734, 3735, 3737, 3739, 3744, 3752 |
| 12                                                | Ónod, vásártér                                      | 15.2 km | 3734, 3735, 3737, 3739, 3744, 3752 |
| 13                                                | Ónod, autóbusz-váróterem vonalközi végállomás       | 15.8 km | 3734, 3735, 3737, 3739, 3744, 3752 |
| 14                                                | Ónod, híd                                           | 16.8 km | 3734, 3735, 3736, 3737, 3752 |
| Tanítási napokon 1 indítás nem érinti.            |                                                     |         | |
| 15                                                | Sajópetri, Dózsa György utca 8.                     | 19.8 km | 3735, 3736, 3737, 3752 |
| Tanítási napokon 3; naponta 1 indítás nem érinti. |                                                     |         | |
| 16                                                | Sajópetri, községháza                               | 20.5 km | 3735, 3736, 3737, 3738, 3752 |
| 17                                                | Sajópetri, autóbusz-forduló                         | 21.3 km | 3735, 3736, 3737, 3738, 3752 |
| 18                                                | Sajópetri, községháza                               | 22.1 km | 3735, 3736, 3737, 3738, 3752 |
| 19                                                | Sajópetri, Dózsa György utca 8.                     | 22.8 km | 3735, 3736, 3737, 3752 |
| 20                                                | Sajólád, temető                                     | 23.7 km | 3733, 3734, 3735, 3736, 3737, 3752 |
| 21                                                | Sajólád, templom végállomás                         | 24.4 km | 3733, 3734, 3735, 3736, 3737, 3752 |